# Peter Davison
Peter Malcolm Gordon Moffett (Streatham, Londres; 13 de abril de 1951), conocido como Peter Davison, es un actor británico que ha destacado por haber interpretado a Tristan Farnon en la miniserie All Creatures Great and Small y al Quinto Doctor en Doctor Who.

## Biografía
Es hijo de Claude y Sheila Moffett, y tiene tres hermanas: Barbara, Pamela y Shirley Moffett.
En 1973 se casó con Diane J. Russell; sin embargo, la pareja se divorció. El 26 de diciembre de 1978, se casó con la actriz Sandra Dickinson, con quien tiene una hija, la actriz Georgia Elizabeth Moffett (1984); sin embargo, se divorciaron en 1994. En 2003 se casó con la escritora y actriz Elizabeth Morton, con quien tiene dos hijos: Louis Moffet Morton (1999) y Joel Moffet Morton (2001).

## Carrera
En 1977 interpretó a Tom Holland en la miniserie Love for Lydia junto a Jeremy Irons. Un año después en 1978 se unió al elenco de la serie All Creatures Great and Small donde interpretó a Tristan Farnon hasta 1985, Peter regresó a la serie en 1988 y en 1990.
Entre 1980 y 1982 apareció en las series Sink or Swim dando vida a Brian Webber y en Holding the Fort donde interpretó a Russell Milburn. En la década de 1980 junto a Sandra Dickinson grabó la canción para el programa infantil Button Moon, poco después aparecieron juntos en The Hitchhiker's Guide to the Galaxy, donde interpretó a un veterinario. 
En 1981 se unió al elenco de la exitosa serie Doctor Who, donde interpretó al Quinto Doctor, papel que interpretó hasta 1984. En 1993 interpretó de nuevo al Quinto Doctor en el especial Dimensions in Time y en 1997 prestó su voz para el personaje durante la grabación del videojuego Destiny of the Doctors. Finalmente en el 2007 regresó de nuevo como invitado a la serie durante el episodio especial para Children in Need titulado "Time Crash".
En 1982 apareció en dos historias publicadas por Arrow llamadas Peter Davison's Book of Alien Monsters y Peter Davison's Book of Aliens.
En 1985 apareció en la serie dramática de radio King Street Junior donde interpretó al profesor Eric Brown, sin embargo Peter dejó el programa después de dos series y fue remplazado por Karl Howman. En 1986 apareció en la serie A Very Peculiar Practice donde interpretó al héroe Stephen Daker hasta 1988.
En 1991 interpretó a Ralph West en la serie Fiddlers Three y dos años después en la película Harnessing Peacocks donde dio videa a Jim Huxtable.
En 1995 presentó Heavenly Bodies un programa de seis episodios acerca de la astronomía para la BBC1. Ese mismo año apareció en el programa de radio Change at Oglethorpe y un año después en Minor Adjustment.
En 1994 apareció en la película Black Beauty donde interpretó a Squire Gordon junto a Alan Cumming, Sean Bean y David Thewlis. Ese mismo año prestó su voz para el personaje de Mole en la película Mole's Christmas, de nuevo en The Adventures of Moleen en 1995 y en The Adventures of Toad en 1996.
En 1999 interpretó al profesor Neil Bruce en la serie Hope & Glory. Del 2000 al 2003 interpretó a David Braithwaite en la serie At Home with the Braithwaites. Ese mismo año interpretó al inspector Henry Christmas en Mrs Bradley Mysteries y en The Last Detective donde interpretó al detective Dangerous Davies hasta el 2007.
En el 2006 apareció en la serie The Complete Guide to Parenting donde interpretó al profesor George Huntley.
En el 2009 apareció como invitado en tres episodios de la serie Unforgiven donde interpretó al abogado John Ingram, quien ayudó a Ruth Slater a encontrar a su hermana.
En el 2011 se unió al elenco principal de la serie británica Law & Order: UK donde interpreta al director de la fiscalía de la corona Henry Sharpe, hasta ahora.

## Filmografía

### Series de televisión
| Año             | Título                                    | Personaje                    | Notas                             |
| --------------- | ----------------------------------------- | ---------------------------- | --------------------------------- |
| 2017 - presente | Grantchester                              | Geoff Towler                 | -                                 |
| 2011 - presente | Law & Order: UK                           | Henry Sharpe                 | 20 episodios                      |
| 2013            | Pat & Cabbage                             | Michael                      | 4 episodios                       |
| 2013            | Lewis                                     | Peter Faulkner               | 2 episodios                       |
| 2011            | New Tricks                                | Charles Allenforth           | episodio "End of the Line"        |
| 2010            | Sherlock                                  | Voz Planetario               | episodio "The Great Game"         |
| 2009            | The Queen                                 | Denis Thatcher               | episodio "The Rivals"             |
| 2009            | Miranda                                   | Mr. Clayton                  | episodio "Teacher"                |
| 2009            | Midsomer Murders                          | Nicky Frazer                 | episodio "Secrets and Spies"      |
| 2009            | Al Murray's Multiple Personality Disorder | Doctor Nazi                  | episodio # 1.4                    |
| 2009            | Unforgiven                                | John Ingram                  | 3 episodios                       |
| 2005 - 2008     | Distant Shores                            | Bill Shore                   | 12 episodios                      |
| 2003 - 2007     | The Last Detective                        | Detective "Dangerous" Davies | 17 episodios                      |
| 2007            | Fear, Stress and Anger                    | Martin Chadwick              | 6 episodios                       |
| 2006            | The Complete Guide to Parenting           | George Huntley               | 4 episodios                       |
| 2006            | Nebulous                                  | -                            | episodio # 2.6                    |
| 2000 - 2003     | At Home with the Braithwaites             | David Braithwaite            | 26 episodios                      |
| 2000            | The Mrs. Bradley Mysteries                | Inspector Henry Christmas    | 2 episodios                       |
| 1999            | Hope & Glory                              | Neil Bruce                   | episodio # 1.1                    |
| 1998            | Verdict                                   | Michael Naylor               | episodio "Be My Valentine"        |
| 1998            | Jonathan Creek                            | Stephen Claithorne           | episodio "Danse Macabre"          |
| 1997            | Scene                                     | -                            | episodio "A Man of Letters"       |
| 1996            | Minor Adjustment                          | -                            | serie de radio                    |
| 1994 - 1995     | Ain't Misbehavin                          | Clive Quigley                | 12 episodios                      |
| 1994            | Heartbeat                                 | -                            | episodio "A Bird In The Hand"     |
| 1995            | Change at Oglethorpe                      | -                            | serie de radio                    |
| 1992            | Kinsey                                    | Bob Stacey                   | 2 episodios                       |
| 1992            | Screen One                                | Dr. Stephen Daker            | episodio "A Very Polish Practice" |
| 1991            | Fiddlers Three                            | Ralph West                   | 14 episodios                      |
| 1989 - 1990     | Campion                                   | Albert Campion               | 16 episodios                      |
| 1978 - 1990     | All Creatures Great and Small             | Tristan Farnon               | 65 episodios                      |
| 1988            | Tales of the Unexpected                   | Jeremy Tyler                 | episodio "Wink Three Times"       |
| 1986 - 1988     | A Very Peculiar Practice                  | Dr. Stephen Daker            | 14 episodios                      |
| 1985            | King Street Junior                        | Eric Brown                   | serie de radio                    |
| 1985            | Magnum P.I.                               | Ian MacKerras                | episodio "Deja Vu"                |
| 1985            | Anna of the Five Towns                    | Henry Mynors                 | 4 episodios                       |
| 1985            | Fox Tales                                 | Narrador & Bear              | prestó su voz                     |
| 1981 - 1984     | Doctor Who                                | Doctor                       | 70 episodios                      |
| 1980 - 1982     | Sink or Swim                              | Brian Webber                 | 19 episodios                      |
| 1980 - 1982     | Holding the Fort                          | Russell Milburn              | 20 episodios                      |
| 1981            | The Hitch Hikers Guide to the Galaxy      | -                            | episodio # 1.5                    |
| 1977            | Love for Lydia                            | Tom Holland                  | 7 episodios                       |
| 1975            | The Tomorrow People                       | Elmer                        | 3 episodios                       |
| 1974            | Warship                                   | Oficial Munk                 | episodio "One of Those Days"      |

### Películas
| Año  | Título                                              | Personaje          | Notas                                                                       |
| ---- | --------------------------------------------------- | ------------------ | --------------------------------------------------------------------------- |
| 2009 | Micro Men                                           | Gerente del Banco  | junto a Alexander Armstrong, Martin Freeman y Edward Baker-Duly             |
| 2007 | Doctor Who: Time Crash                              | Doctor             | corto - junto a David Tennant y Eva Gray                                    |
| 2007 | Marple: At Bertram's Hotel                          | Hubert Curtain     | junto a Geraldine McEwan, Ed Stoppard, Vincent Regan y Martine McCutcheon   |
| 2003 | Too Good to Be True                                 | Robert             | junto a Niamh Cusack y Adrian Lukis                                         |
| 1999 | The Nearly Complete and Utter History of Everything | Ferdinand Magellan | junto a Brian Blessed, Helena Bonham Carter y Richard Briers                |
| 1999 | Molly                                               | Mr. Greenfield     | junto a Cecile Baird y Andrzej Blumenfeld                                   |
| 1999 | Parting Shots                                       | John               | junto a John Cleese, Bob Hoskins y Diana Rigg                               |
| 1998 | Wuthering Heights                                   | Joseph Lockwood    | junto a Robert Cavanah, Orla Brady y Matthew Macfadyen                      |
| 1998 | The Stalker's Apprentice                            | Maurice Burt       | junto a Gideon Turner, James Bolam y Natalie Walter                         |
| 1997 | Dear Nobody                                         | Mr. Garton         | junto a Katie Blake, Barbara Flynn y Sean Maguire                           |
| 1996 | Cuts                                                | Henry Babbacombe   | junto a Annette Badland y Geoffrey Bayldon                                  |
| 1996 | The Adventures of Toad                              | Mole               | junto a Richard Briers, Hugh Laurie, Imelda Staunton y Gary Martin          |
| 1996 | P.R.O.B.E.: Ghosts of Winterborne                   | Gavin Purcell      | junto a Reece Shearsmith y Daniel Matthews                                  |
| 1995 | The Adventures of Mole                              | Mole               | junto a Richard Briers, Hugh Laurie, Imelda Staunton y Gary Martin          |
| 1995 | Jeremy Hardy Gives Good Sex                         | -                  | junto a Helena Bonham Carter y Craig Ferguson                               |
| 1995 | P.R.O.B.E.: The Devil of Winterborne                | Gavin Purcell      | junto a Caroline John, Louise Jameson y Mark Gatiss                         |
| 1994 | Mole's Christmas                                    | Mole               | corto - junto a Richard Briers, Imelda Staunton 'y Olivia Hallinan          |
| 1994 | Black Beauty                                        | Squire Gordon      | junto a Alan Cumming, Sean Bean, David Thewlis, Jim Carter y Alun Armstrong |
| 1994 | A Man You Don't Meet Every Day                      | Robert             | junto a Conleth Hill, John Keegan, Harriet Walter y Ray Nicholas            |
| 1994 | The Zero Imperative                                 | Paciente # 1       | junto a Sylvester McCoy, Mark Gatiss y Patricia Merrick                     |
| 1993 | Harnessing Peacocks                                 | Jim Huxtable       | junto a Serena Scott Thomas, John Mills y David Harewood                    |
| 1993 | Doctor Who: Dimensions in Time                      | Doctor             | corto - junto a Tom Baker, Colin Baker y Nicola Bryant                      |
| 1993 | The Airzone Solution                                | Al Dunbar          | junto a Jon Pertwee, Sylvester McCoy y Alan Cumming                         |
| 1985 | Agatha Christie's Miss Marple: A Pocket Full of Rye | Lance Fortescue    | junto a Timothy West, Clive Merrison y Tom Wilkinson                        |

### Videojuegos
| Año  | Juego                              | Personaje | Notas                           |
| ---- | ---------------------------------- | --------- | ------------------------------- |
| 1997 | Doctor Who: Destiny of the Doctors | Doctor    | prestó su voz para el personaje |

### Presentador, editor y compositor
| Año  | Título                               | Notas                                                |
| ---- | ------------------------------------ | ---------------------------------------------------- |
| 2011 | Beached                              | corto - editor, editor de sonido & efectos digitales |
| 1995 | Heavenly Bodies                      | 6 episodios - presentador                            |
| 1993 | Doctor Who: Daleks - The Early Years | presentador                                          |
| 1989 | Campion                              | 2 episodios - intérprete                             |
| 1980 | Button Moon                          | episodio "The Three Pigs" - compositor               |
| 1978 | Mixed Blessings                      | 3 episodios - compositor                             |

### Apariciones
| Año  | Programa         | Notas                               |
| ---- | ---------------- | ----------------------------------- |
| 2007 | The Wright Stuff | episodio # 8.1 - panelista invitado |

### Teatro
| Año        | Obra                      | Personaje                  | Director | Teatro                             | Notas                                                  |
| ---------- | ------------------------- | -------------------------- | -------- | ---------------------------------- | ------------------------------------------------------ |
| 2010       | Legally Blonde (musical)  | Profesor Callahan          | -        | Savoy Theatre                      | junto a Carley Stenson, Ben Freeman & Stephen Ashfield |
| 2007, 2008 | Spamalot                  | Rey Arturo                 | -        | -                                  | -                                                      |
| 1999, 2001 | Under the Doctor          | Dr. Jean-Pierre Moulineaux | -        | Churchill & Comedy Theatre         | -                                                      |
| 1999       | Chicago                   | Amos Hart                  | -        | Adelphi Theatre                    | -                                                      |
| 1997       | Cinderella (pantomima)    | Buttons                    | -        | Arts Theatre                       | -                                                      |
| 1996       | Dial M for Murder         | Tony Wendice               | -        | -                                  | -                                                      |
| 1994       | An Absolute Turkey        | Vatelin                    | -        | Teatro Gielgud                     | -                                                      |
| 1993       | The Last Yankee           | -                          | -        | Young Vic & Duke of York's Theatre | junto a Zoë Wanamaker, Helen Burns & David Healy       |
| 1991       | Arsénico y encaje antiguo | -                          | -        | Chichester Festival Theatre        | junto a Elizabeth Spriggs & Rosemary Harris            |
| 1984       | Barefoot in the Park      | -                          | -        | Apollo Theatre                     | junto a Sandra Dickinson                               |

## Premios y nominaciones
| Año  | Categoría                                                 | Premio             | Serie                  | Resultado |
| ---- | --------------------------------------------------------- | ------------------ | ---------------------- | --------- |
| 2010 | Outstanding Actor in a Comedy Series (episodio "Teacher") | Golden Nymph Award | Miranda                | Nominado  |
| 2007 | Outstanding Actor in a Comedy Series                      | Golden Nymph Award | Fear, Stress and Anger | Ganador   |
| 1996 | Best Popular Drama Series (junto a Sylvester McCoy)       | BBC TV60 Award     | Doctor Who             | Ganadores |